# Rosenbergia drumonti
Rosenbergia drumonti is een keversoort uit de familie van de boktorren (Cerambycidae). De wetenschappelijke naam van de soort werd voor het eerst geldig gepubliceerd in 2007 door Wallin & Nylander.